# Albert Kuner

Eine moderne digitale Nachempfindung des von Kunert gravierten großen Siegels des US-Bundesstaates Kalifornien

Albert Kuner (geboren als Georg Albrecht Ferdinand Küner; * 9. Oktober 1819 in Lindau im Bodensee; † 23. Januar 1906 in San Francisco) war ein deutschamerikanischer Gold- und Silberschmied sowie Graveur. Breitere Bekanntheit erlangte Kuner durch die Gravur des Siegels Kaliforniens.

## Leben
Als Geselle ging er auf Wanderschaft von Lindau nach Kempten, Memmingen, Ulm, München und zuletzt Nürnberg.
Am 3. September 1848 verließ er Europa mit drei weiteren Reisegefährten; er kam am 28. Oktober 1848 in New York an, wo er bis zum 1. Januar 1849 blieb. In New York wurde er von der Familie Heidecker empfangen, mit der er verwandt war, und arbeitete in seinem Beruf bei der Firma Tiffany & Co. Der kalifornische Goldrausch lockte ihn weiter, und so verließ er New York an Bord der Sutton mit denselben drei Reisegefährten und umkreiste auf ihr Cap Horn. Nach langer und abenteuerreicher Reise kam er am 22. Oktober 1849 in San Francisco an.

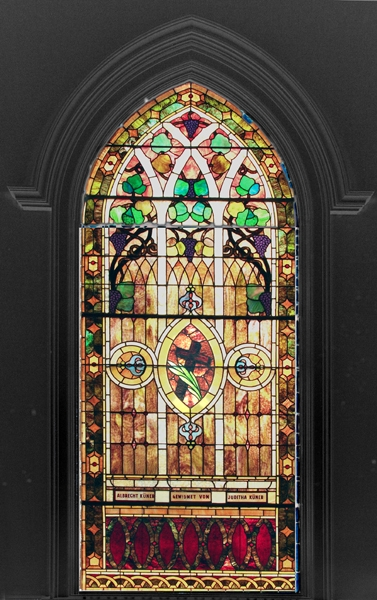
Albert-Kuner-Fenster in der St.-Matthäus-Kirche in San Francisco

Nach seiner Ankunft in San Francisco nahm er seinen Beruf als Graveur auf. Er war zu der Zeit der einzige Graveur in San Francisco und Meister-Goldschmied dazu. Hier arbeitete er für Moffat & Co., wo er die Gravur für die 5- und 10-Dollar-Münzen schuf. Er schuf die Gravuren für die ersten Münzen, die in San Francisco geprägt wurden. Besondere Bekanntheit erlangte Kuner als Graveur des von Robert Selden Garnett gestalteten Staatswappens von Kalifornien, auch Siegel Kaliforniens genannt. Dazu schuf er auch die Gravuren für die Mehrheit der County-(Bezirks-)Wappen bzw. Siegel in Kalifornien sowie 1850 das Siegel des Obersten Gerichtshofs Kaliforniens. Nebenbei schuf er für das Mechanics Institute in San Francisco die Gravuren für die Preisverleihungsmedaillen. Ab 1852 arbeitete er für die Bank Wells Fargo & Co., in deren Dienst er Gravuren für die Siegel des wohlbekannten San-Franciscoer Finanzinstituts schuf.
1854 kehrte er in seine Heimat zu Besuch zurück und heiratete dort Juditha Rheineck, die aus Memmingen stammte. Das Paar hatte sich in Lindau kennengelernt, als Juditha Rheineck ihre Tante dort besuchte. Die Hochzeit fand am 14. August 1854 in Memmingen statt. Nach zwei Wochen Aufenthalt in Paris nahm das Paar ein Schiff von Le Havre nach New York. Danach reiste das Paar per Schiff nach Nicaragua, durchquerte das Land per Maultier zum Pazifik, von wo die Reise per Dampfer nach Kalifornien weiterging. 

Grabstein von Albert Kuner und seiner Frau Juditha

Grabstein von Pastor Hermann Gehrke und seiner Frau Martha (Martha war eine Tochter von Albert und Juditha Küner)

Albert und Juditha Küner hatten zusammen fünf Kinder – vier Töchter und einen Sohn. Eine Tochter, Martha, heiratete den deutschen Pastor Hermann Gehrke, der der Gründer der St.-Matthäus-Kirche in San Francisco wurde, in der ein Glasfenster zu Ehren Albert Kuners noch heute zu sehen ist.
Albert Kuner starb am 23. Januar 1906 in San Francisco, also zwei Monate vor dem schweren Erdbeben. Er wurde von seiner Frau und den fünf Kindern überlebt. Sein Leichnam wurde von seinem Haus (730 Gough Street) nach Olivet Memorial Park in Colma (Lawn 36, Lot 8), südlich von San Francisco, überführt und dort begraben.